# Séfi Azoulay
Pour les articles homonymes, voir Azoulay.
Séfi Azoulay est un joueur franco-israélien de volley-ball né le 4 décembre 1988 . Il mesure 1,98 m et joue central.

## Clubs
| Club         | Pays   | De        | À         |
| ------------ | ------ | --------- | --------- |
| Beauvais OUC | France | 2006-2007 | 2008-2009 |

## Palmarès
- Coupe de France (1)
  - Vainqueur : 2008